# Haploembia tarsalis
Haploembia tarsalis is een insectensoort uit de familie Oligotomidae, die tot de orde webspinners (Embioptera) behoort. De soort komt voor in de Verenigde Staten (Californië).
Haploembia tarsalis is voor het eerst wetenschappelijk beschreven door Ross in 1940.